# Ościsłowo (SIMC 0114784)
Ościsłowo – osada leśna w Polsce, położona w województwie mazowieckim, w powiecie ciechanowskim, w gminie Glinojeck.
W latach 1975–1998 miejscowość administracyjnie należała do województwa ciechanowskiego.

## Miejscowości o nazwie Ościsłowo w gminie Glinojeck
W gminie Glinojeck istnieją trzy miejscowości podstawowe o nazwie Ościsłowo, w tym 1 wieś i 2 osady leśne. Wieś Ościsłowo posiada identyfikator SIMC 0114761. Niniejszy artykuł dotyczy osady leśnej Ościsłowo, która posiada identyfikator SIMC 0114784. Drugą osadą leśną jest Ościsłowo, która posiada identyfikator SIMC 0114790.